# Кичкасский мост
Кичкасский мост (укр. Кічкаський міст) — двухъярусный балочно-консольный мост через Днепр вблизи Александровска (ныне Запорожье), построенный в начале XX века как часть Второй Екатерининской железной дороги. Нижний ярус моста предназначался для пешеходов и обычного транспорта, а верхний ярус — для железнодорожного (движение открыто в 1908 году). Через мост осуществлялось железнодорожное сообщение между Донбассом и Криворожьем. Во время Гражданской войны центральный пролёт моста был несколько раз взорван, но уже в 1921 году мост был восстановлен. В 1931 году он был разобран, поскольку попадал в зону затопления после ввода в эксплуатацию Днепрогэса. В 2004 году дайверами на дне Днепра были обнаружены остатки моста и поезда.

## Предпосылки появления
Мост располагался ниже по течению Днепра от Екатеринослава в наиболее узком месте реки (~160 м), известном как «Волчье горло» (Волчье гирло), вблизи которого проходила известная с древности Крарийская (Кичкасская) переправа. В XIX веке на месте переправы был организован канатный паром, который за один раз перевозил до десятка пароконных возов. На протяжении многих лет переправу обеспечивал купец Ной Чудновский заключавший контракты с александровской земской управой.
Бурный рост в XIX веке промышленных предприятий привёл к тому, что паромная переправа уже не справлялась со всё возраставшим числом перевозимых грузов. Начавшееся освоение Криворожского и Донецкого бассейнов привело к интенсивному строительству железных дорог. В рамках строительства 2-й Екатерининской железной дороги (Долгинцево — Никополь — Александровск — Волноваха) было построено 214 мостов, в том числе 16 больших. Одним из них был Кичкасский мост.

## Проект, строительство

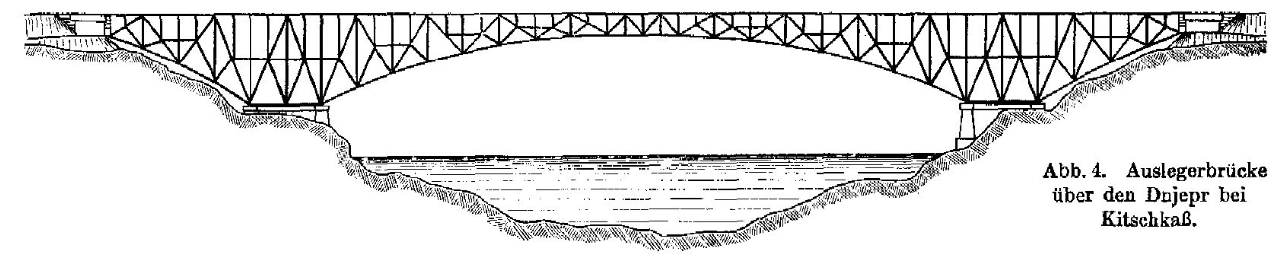
Схема моста, 1908

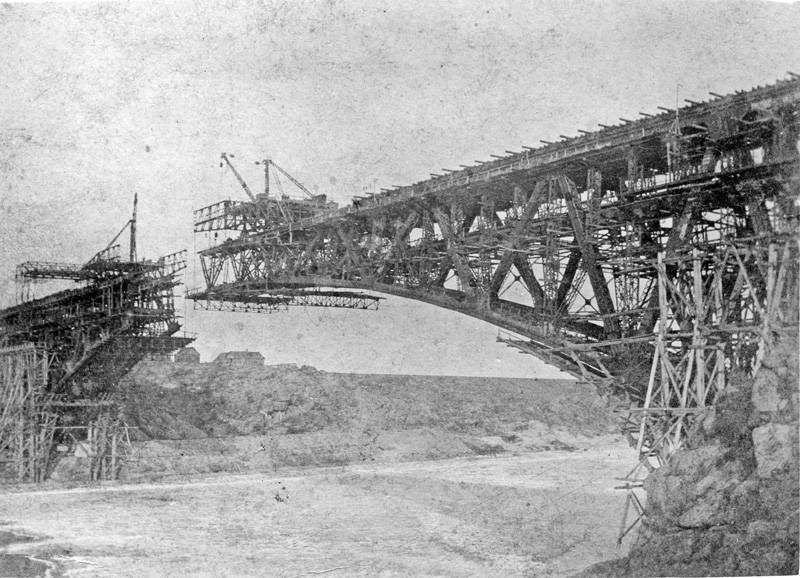
Сооружение моста

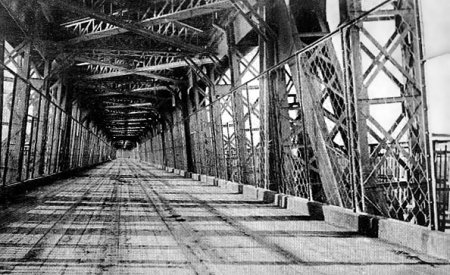
Нижний ярус моста

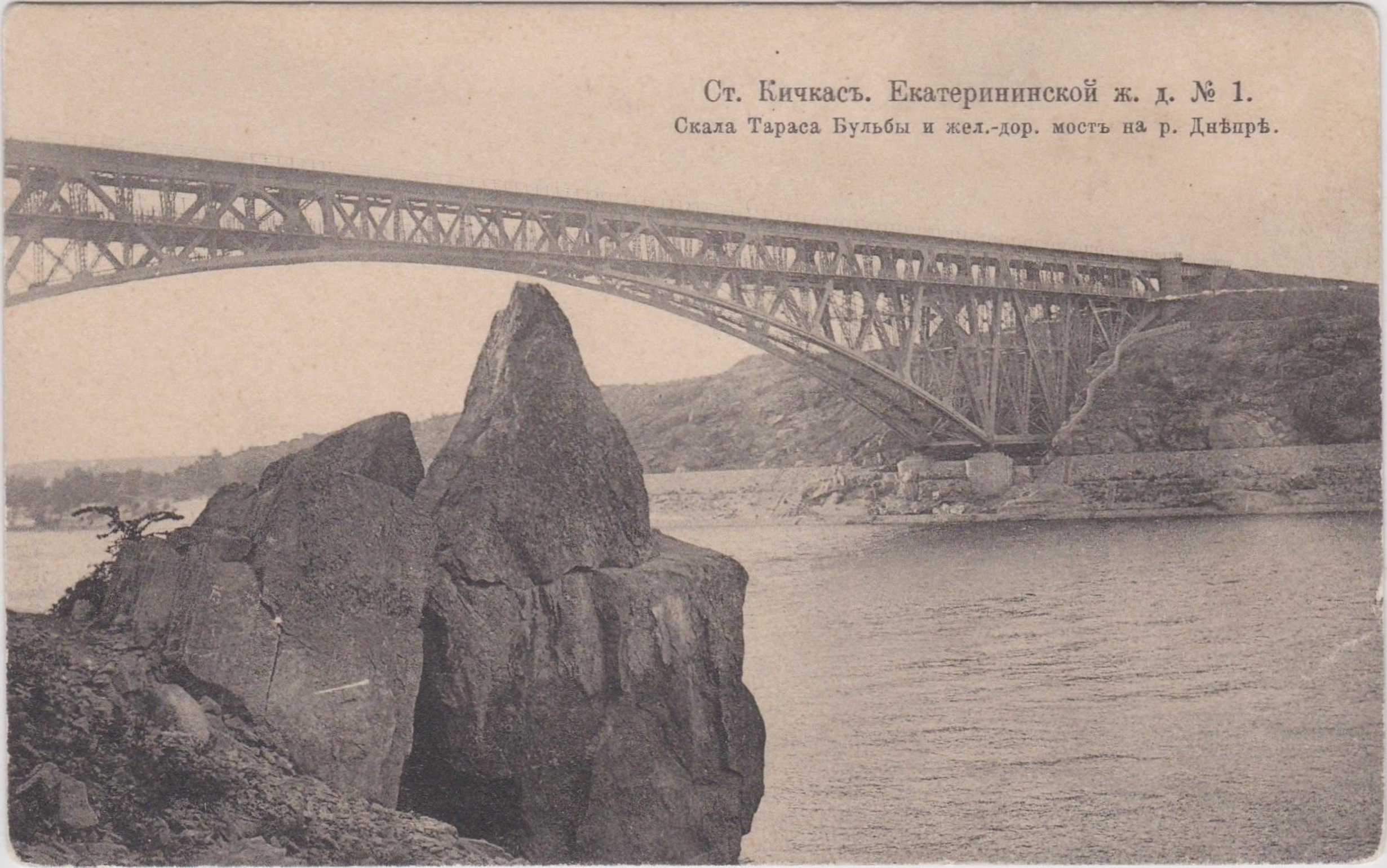
Открытка с видом моста и скалы Тараса Бульбы

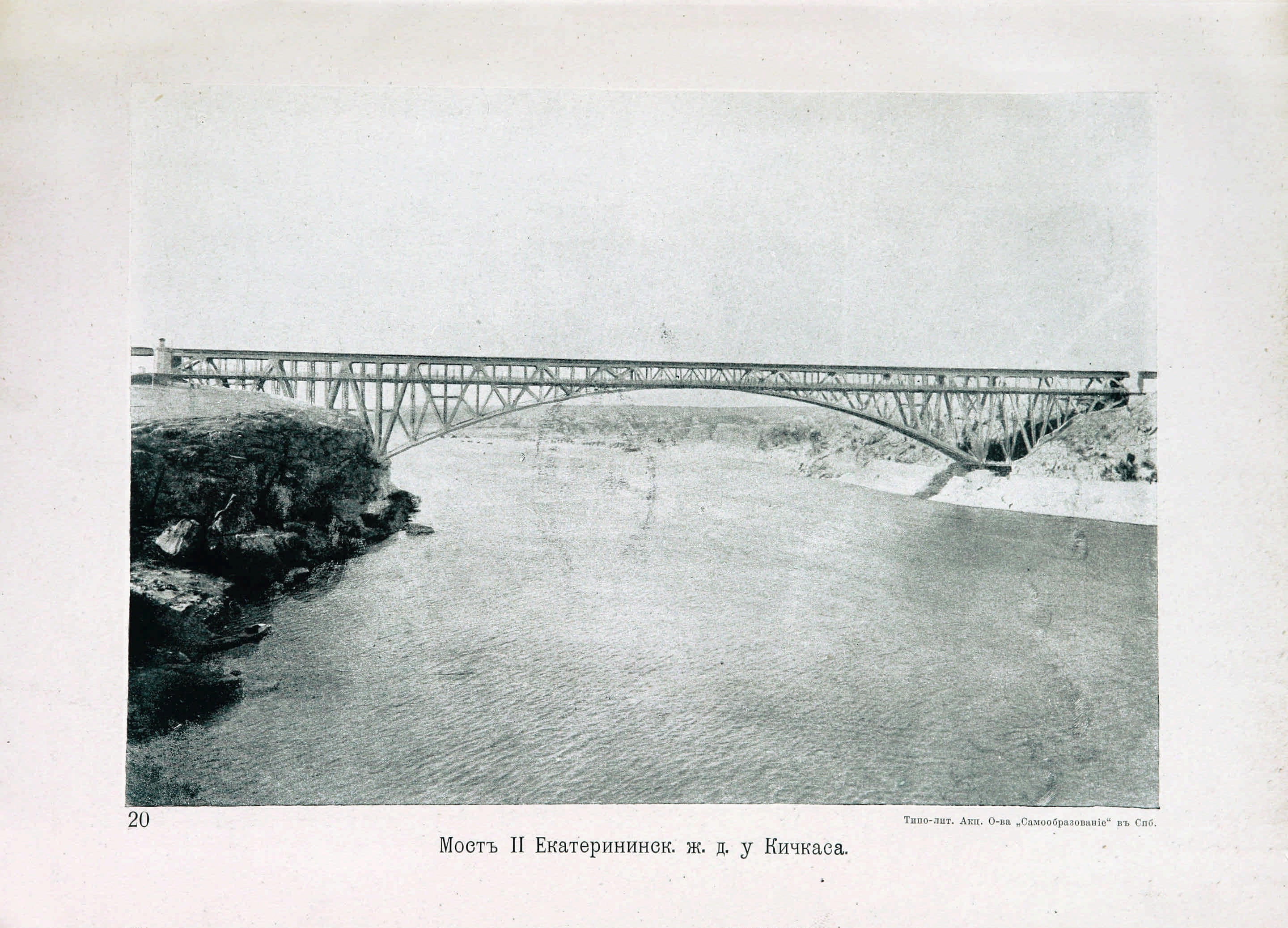

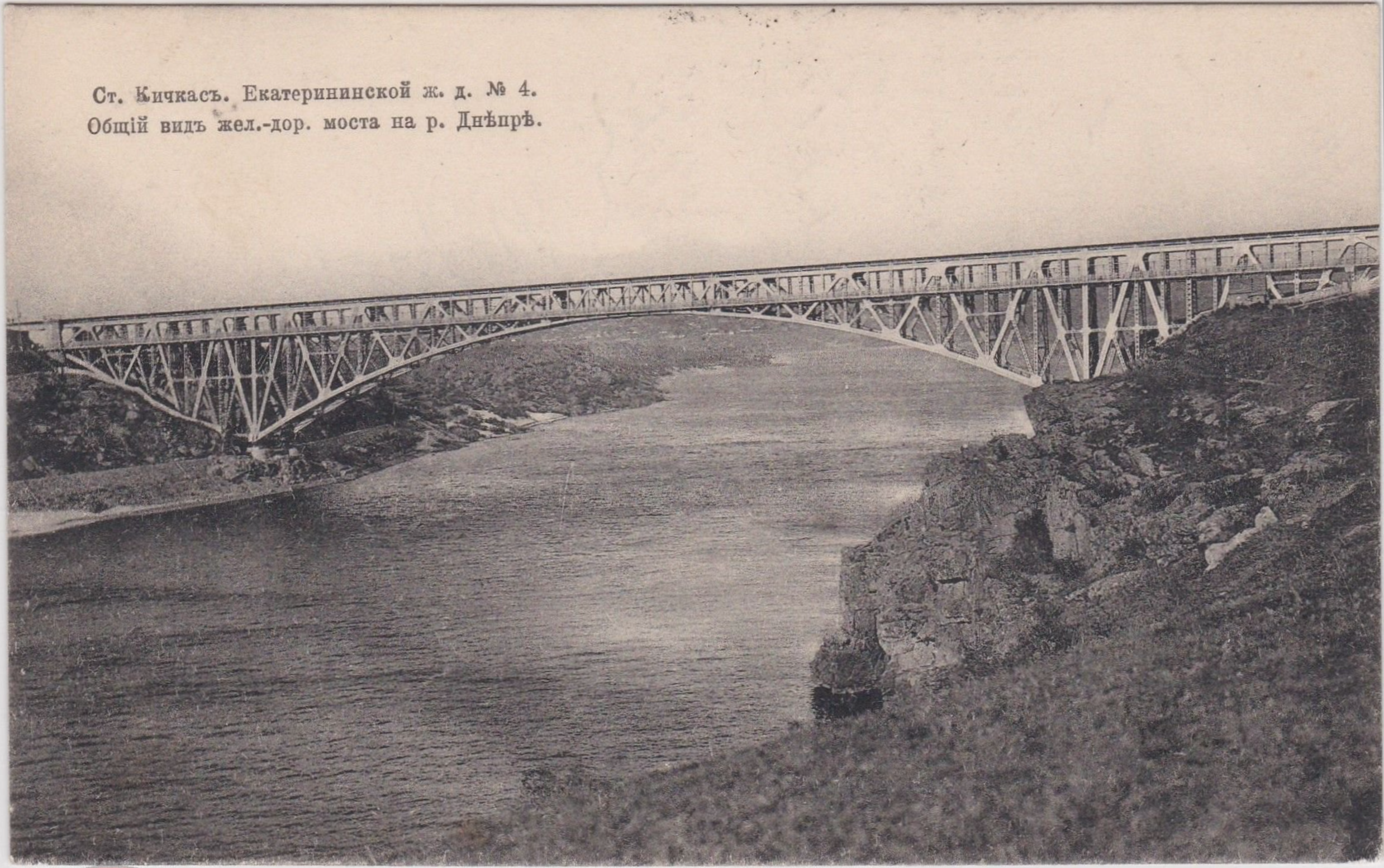
Открытка с видом моста

Один из первых проектов строительства моста составил известный мостостроитель Л. Д. Проскуряков. По проекту это должен быть арочный мост со свободным пролётом в 94 сажени и общим весом 203 125 пудов. Проект получил одобрение Министерства путей сообщения, но он так и не был осуществлён
В конкурсе эскизных проектов моста участвовало 12 работ, из которых профессор Института инженеров путей сообщения Н. А. Белелюбский выбрал как наиболее подходящий к местным условиям проект местного инженера Василия Дмитриевича Латы (р. 1855). Проект Латы, представленный правлением Брянских заводов, предусматривал консольный балочный мост с одним пролётом в 90 саженей и весом 358 125 пудов. При этом его проектная стоимость (1,5 млн рублей) была меньше стоимости проекта арочного моста.  Строительство вёл инженер Лата. В сооружении моста участвовали инженеры Дюркович, Кельбер, Л. К. Валькевич, Г. Н. Соловьёв.
Ось моста пересекала Днепр в районе глубокой и узкой долины, образованной скалистыми берегами реки. Эта долина отличалась своеобразными геологическими и топографическими особенностями, что и обусловило уникальные решения архитектора моста. Мост состоял из трёх пролётов. Автор проекта придал нижним поясам среднего подвесного пролёта круговое очертание; именно поэтому мост с балочно-консольной системой внешне воспринимался как арочный. Пролёт над Днепром имел рекордную для Российской империи длину — 190 м. Мост состоял из двух ярусов: два железнодорожных пути проходили в верхнем ярусе, а шоссейная дорога и пешеходные тротуары — в нижнем. Между шоссе и пешеходными тротуарами нижнего яруса проходили основные несущие конструкции моста. Главные фермы моста были наклонены для обеспечения лучшей устойчивости. Особо отмечается новизна приёмов строительно-монтажных работ. Подвесные пролётные строения и речные консоли собирались методом навесной сборки портальными и деррик-кранами, а для монтажной клёпки применялись пневмомолотки.
Работы по строительству моста начались в январе 1903 года. Контракт на строительство был заключён в 1906 году Акционерным обществом Брянского завода. Сооружением моста и производством необходимых изделий занимался мостовой цех Александровского Южно-Российского завода. Обстоятельства заключения договора были значительно осложнены, поскольку между инженерами Общества и Министерства путей сообщения возникли дискуссии по поводу технических деталей. Сборка пролётного строения моста велась одновременно с обоих берегов с февраля 1907 по февраль 1908 года.
Общая протяженность моста равнялась 336 м, расстояние между опорами арки — 190 м, расстояние от верхней точки арки до линии опор — 20 м. Общий вес моста оценивался в 5,6 тыс. тонн.
Пассажирское железнодорожное движение по мосту было открыто 22 февраля 1908 года, а грузовое — 11 марта.. В 1911 году был принят закон о тарифах за пересечение моста сроком на 15 лет.
Железнодорожные участки Второй Екатерининской железной дороги от станции Кичкас составляли:
| Участок                | Длина                    | Дата открытия      |
| Долгинцево — Кичкас    | 163 версты и 448 саженей | 20 мая 1904        |
| Кичкас — Александровск | 12 вёрст и 149 саженей   | 11 марта 1908 года |

Мост являлся выдающимся для своего времени. Как отмечал исследователь архитектуры Владимир Ясиевич «упругая арка моста стала воплощением новой конструктивной логики, лёгкости и прочности металлических конструкций».

## Военные действия рядом с мостом

### 1918
В январе 1918 года на помощь восставшим против большевиков войскам донского атамана Каледина с фронта возвращалось несколько эшелонов донских казаков. Революционный комитет, в который входили контролировавшие Александровск большевики и анархисты М. Никифоровой и Н. Махно, решил остановить и разоружить казаков на мосту. 7 января 1918 г. ревкомовские отряды перешли на правый берег и окопались. Ревкомовцы устроили засаду развинтив рельсы. Машинист первого эшелона, увидев разрушенные пути, резко сдал назад, и состав столкнулся с эшелоном, следовавшим за ним. При этом погибли люди и лошади. Несколько казачьих эшелонов ушли к Никополю, а другие были разоружены. Не желающих подчиниться казнили сбрасывая с моста в Днепр.
Меннонит И. Вибе упоминает, что 13 апреля 1918 года мост был взорван красными после отступления войск из Никополя в результате интервенции германских войск. Другой меннонит, Давид Ремпель, упоминает о взрыве моста бандой М. Никифоровой. Красноармеец И. Федорченко упоминает про взрыв большевиками средины моста с составом гайдамаков. О взрыве моста красными упоминается в мемуарах жительницы Александровска М. Гордеевой.
В конце 1918 года отряд самообороны меннонитов (Selbstschutz) участвовал в нескольких стычках у моста один раз не пропустив отряд петлюровцев, а другой раз остановив пересечение моста казаками вольного казачества.
В ночь с 8 на 9 декабря 1918 около тысячи сторонников белых решили пробиваться из Екатеринослава на воссоединение с Добровольческой армией А. И. Деникина и пытались перейти на левую сторону Днепра. Их встретили казаки Хортицкого полка Вольного казачества. Имея численное преимущество и лучшую военную подготовку, белые разгромили казацкий курень, но не смогли пробиться через Кичкасский мост. На случай взятия моста он был заминирован.
По воспоминаниям Е. Яконовского по состоянию на декабрь мост был взорван.
В декабре 1918 — январе 1919 войска Махно были выбиты дивизией атамана Григорьева совместно с войсками Директории и григорьевцы взяли Кичкас, Грушевку, Воронцовку и другие населённые пункты.

### 1919
В двадцатых числах июня через Кичкас переправился отряд Махно с левого берега на правый.
10 июля Александровск был взят белыми отрядами А. Шкуро. Однако ещё 31 июля Крымская дивизия большевиков удерживала переправу у Кичкаса, в том числе с использованием бронепоезда «Память Свердлова» Заднепровской дивизии бронепоездов С. М. Лепетенко.
У Кичкасского моста и возле станции Мировой произошло сражение Славянского полка белых войск с махновцами, в котором полк был полностью разбит. Офицер В. Ваврик оценивал численность белых в 1200 штыков против 20 000 махновцев. Ранним утром 21 сентября (5 октября) неожиданным наскоком махновцы овладели селом Хортица, Кичкасским мостом и Александровском. Мост охраняли две роты Славянского полка белых войск. Они установили пулемёты с обеих сторон моста и разместили бронеплощадку. Мост был сдан без боя, после чего обе роты перешли на сторону махновцев. Небольшой отряд меннонитов, охранявших мост, был сброшен в реку, где выжил лишь один человек. В дальнейшем, в ходе противостояния с красным командиром П. Дыбенко махновцы сбросили агентов Дыбенко с моста.
В начале ноября, под ударами корпуса белого генерала Я. А. Слащёва, махновцы покидают Александровск. 7 ноября махновский 1-й пехотный Екатеринославский полк под командованием Клейна прорвался с боем через позиции белогвардейской 1-й Туземной кавалерийской дивизии под Александровском. После этого он был отведён к Кичкасскому мосту для его охраны. Отбив 8-9 ноября атаку белогвардейцев на переправу, махновцы отошли на правый берег и взорвали мост.
По воспоминаниям добровольца Бинецкого, махновцы направили на взорванный мост паровоз с вагонами и площадками, гружёными гранитом. Взрыв моста махновцами упоминается в рассказах В. Шкловского и М. Горького. По воспоминаниям махновца В. Белаша, ночью 11 ноября 1919 года они сняли с моста рельсы и сожгли настил. В оперативной сводке махновцев сообщалось, что белогвардейцы два дня пытались организовать переправу через Кичкас, но прекратили попытки понеся чувствительные потери (до 400 убитых).
Занятый белыми мост охраняли военные 2-й Донской сводной бригады и Чеченской конной дивизии. 27 декабря отступающие из Екатеринослава в Крым войска Слащёва (3-й армейский корпус) без особенных усилий откинули махновцев от Кичкасской переправы, захватив при этом 5 орудий и перейдя реку по льду.

### 1920
В мемуарах офицеров Добровольческой армии упоминается о взрыве моста большевиками в 1920 году.
Так, подполковник В. Павлов упоминает о взрыве большевиками вечером 6 августа 1920 года, а также то, что понтонный мост был отведён. Как и в мемуарах Павлова, в воспоминаниях участника Белого движения Н. Раевского упоминается, что большевики направили поезд с ранеными, мешавший маневрированию, на взорванный Кичкасский мост. В мемуарах красноармейца Карла Ару упоминается про сброшенный красноармейцами мешавший поезд с боеприпасами и обмундированием.
Для возможности транспортного сообщения после подрыва Кичкасского моста в двухстах метрах ниже по течению рядом с ним наводился однорядный понтонный мост.
В начале августа 1920 года красные войска (во главе с И. Уборевичем) под натиском белых отступали на правый берег через этот понтонный мост.
6 сентября 1920 года атакой войск белых в рамках Северно-Таврийской операции красные силы были выбиты из Александровска. Однако Кичкасскую переправу взять не удалось, она простреливалась красными с правого берега. В атаке белых участвовали Марковская дивизия, Корниловская дивизия, Кубанская конная дивизия. 8—14 октября войска белых потерпели поражение в ходе боёв на правом берегу Днепра, в районе Кичкас—Никополь—ст. Ток — Грушевка.

## Подрывы, повреждения моста

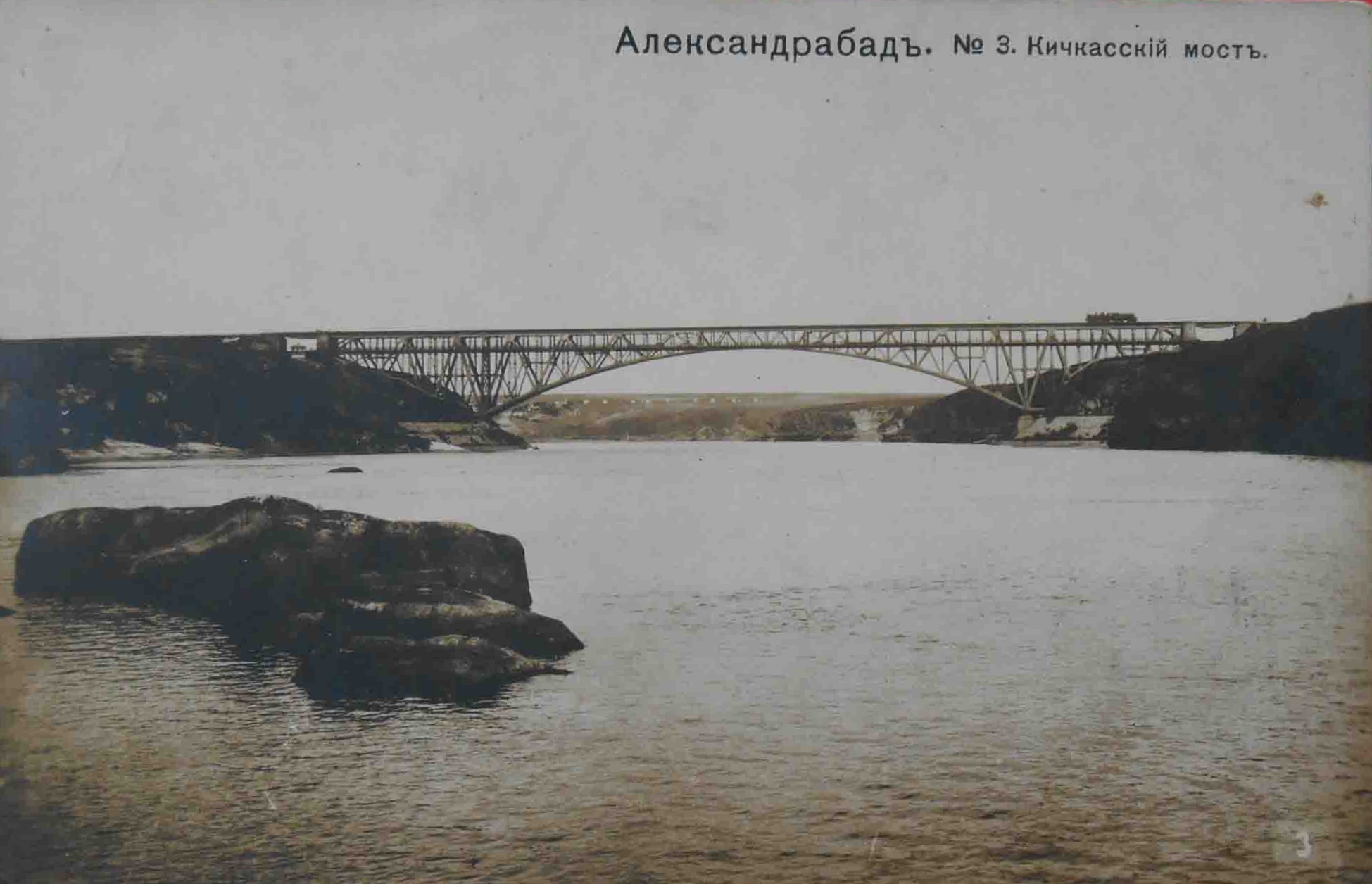
Открытка с видом моста

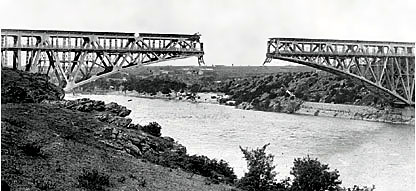
Мост после взрыва

С началом гражданской войны Кичкасский мост приобрёл стратегическое значение. По нему перевозились боеприпасы и войска, раненые и медикаменты, различная техника. Железнодорожное полотно моста было несколько раз взорвано. Самый серьёзный подрыв привёл к разрушению центральной части моста. По воспоминаниям Б. Вейде при взрыве моста обрушились два поезда с людьми, снарядами, медикаментами.
Про взрыв моста белыми упоминается в воспоминаниях инженера В. Д. Никольского (участвовавшего в восстановлении сооружения), мемуарах коммуниста Белы Куна, который также упоминает о крушении двух эшелонов с обмундированием, мукой, крупой, скотом.

## Восстановление
Екатерининская железная дорога существенно пострадала в годы Гражданской войны, в частности, было разрушено более двухсот железнодорожных мостов. После окончания войны появилась необходимость наладить железнодорожное сообщение магистрали, а следовательно и восстановить Кичкасский мост. За ходом работ, связанных с восстановлением следил нарком путей сообщения Феликс Дзержинский. В мае 1921 года на техническом совещании под его председательством был рассмотрен вопрос о ходе восстановления. Комиссаром дороги был назначен Фокеев, а начальником восстановительных работ инженер Харламов. Металлоконструкции, в частности средняя 18-саженная ферма, изготавливались на Южно-Брянском заводе в Екатеринославе.
Кичкасский мост был досрочно восстановлен ко второй декаде сентября 1921 года. В эксплуатацию он был принят мостоиспытательной станцией во главе с Е. Патоном.
За «блестящую работу по восстановлению Кичкасского моста» Президиум Всеукраинского центрального исполкома своим постановлением от 5 ноября 1921 г. наградил рабочих Екатерининской железной дороги и мостового цеха Брянского завода орденом Трудового Красного Знамени УССР и Красным знаменем ВУЦИК. Мостовой цех завода был снят в киножурнале Одесской кинофабрики (1929).

## Демонтаж
Мост попадал в зону затопления в верхнем бьефе плотины ДнепроГЭС. По окончании строительства плотины и новых металлических мостов Стрелецкого через остров Хортицу, надобность в Кичкасском мосте отпала. Первоначально предполагалось использовать мост на Семиреченской железной дороге, однако после от этих планов отказались. Кичкасский мост был демонтирован к 6 ноября 1931 года.

## Мистификация 1991 года

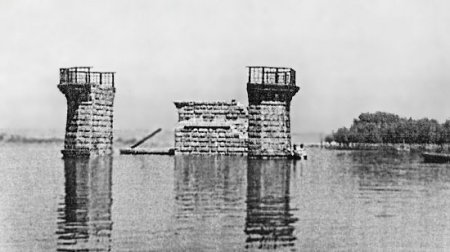
Правобережные опоры Кичкасского моста

В 1991 году стала широко известна городская легенда про сомов-людоедов, откормившихся на зерне из железнодорожного эшелона, обрушившегося с Кичкасского моста. Эта легенда стала частью запорожской мифологии и родилась благодаря статье-мистификации инженера Виктора Королева.

## Подводные погружения к остаткам моста и эшелона
Водолаз Юрий Батаев, заинтересовавшись крушением поезда с Кичкасского моста, вместе с Владимиром Петровым в конце 1980-х предпринял попытку найти остатки крушения. Однако, дойдя до глубины 48 метров, они ничего не нашли. Другая попытка с более совершенным оборудованием была предпринята Юрием Батаевым и Андреем Утевским в 2004 году. На глубине 52 метра были обнаружены следы крушения эшелона — шпалы, рельсы, железнодорожные колёса, каркасы вагонов, вагонные сцепки. Поскольку видимость в месте крушения весьма мала и составляет около одного метра, то получить качественную видеосъёмку было затруднительно. Её удалось осуществить при погружении в 2006 году. Объект с остатками крушения эшелона взят под охрану и включён в реестр подводного культурно-исторического наследия Украины.
На месте крушения были обнаружены центральная часть моста с железнодорожными полосами. Вокруг остатков пролёта, которые возвышаются на 6 метров над дном, находится железнодорожный состав с вагонами и платформами. Среди обломков был найден передний мост автомобиля.